# Флаг Волновахского района
Флаг Волновахского района — официальный символ Волновахского района Донецкой области, утвержденный 20 ноября 2001 года решением № 3/17-393 сессии Волновахского районного совета.

## Описание
Флаг представляет собой прямоугольное полотнище с соотношением сторон 2:3 и состоит из 5 полос голубого и жёлтого цветов, расположенных попеременно. Полосы разделены волнообразно в соотношении 10:2:1:1:2.